# Francisco Cuesta Gómez

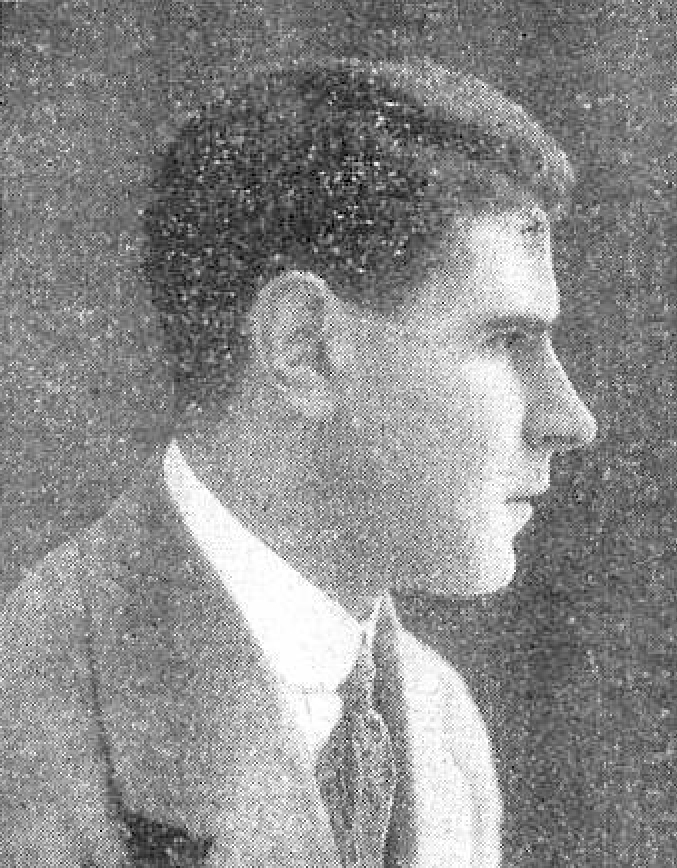
Francisco Cuesta.

Francisco Cuesta Gómez (Valencia, 1890 – aldaar, 1921) was een Spaans componist.

## Levensloop
Hij studeerde aan het Conservatorio Superior de Música de Valencia, samen met onder anderen José Iturbi en Leopoldo Querol. Vooral werd hij bekend door de interpretaties van La vida breve van Manuel de Falla en Goyescas van Enrique Granados. Hij bewerkte een oorspronkelijk orkestwerk Dos Danzas Valencianas zelf voor banda en gebruikte daarvoor een uitgebreide instrumentatie.

## Composities

### Werken voor orkest
- Suite al esilo antiguo

### Werken voor banda (harmonieorkest)
- Dos Danzas Valencianas
  1. Danza I Allegretto mosso
  2. Danza II Moderato

- Biblioteca Nacional de España: XX1776974
- Catàleg d'autoritats de noms i títols de Catalunya: 981058510690606706
- Virtual International Authority File: 305865425